# Пересветофф-Мурат
Пересветофф-Мурат (швед. Pereswetoff-Morath) — шведский дворянский род, происходящий от русских дворян Пересветовых. Относится к числу т. н. «шведских бояр».

## Происхождение и история рода
Родоначальником Пересветовых был, очевидно, некий Василий Иванович Пересвет, который жил в начале XV века в Дмитровском княжестве. Уже в XVI веке род раздробился как минимум на две ветви, представители которых служили у дмитровского удельного князя Юрия Ивановича и у архиепископа ростовского и ярославского.
Первым представителем рода, перешедшим на службу к шведскому королю, стал Мурат Алексеевич Пересветов (ум. 1641), упоминания о котором впервые встречаются в источниках в 1613 году. В третьей Новгородской Летописи рассказывается об осаде тихвинских монастырей шведами. В это время осаждённый Тихвин получил подкрепление из Москвы, вместе с которым, вероятно, в новгородские земли и прибыл ростовец Пересветов.
Согласно летописи, осенью некий казак Тяпка оставил монастырь и бежал к шведам, а «после того беззаконнаго Тяпки, на третий день, смотря на его вражию прелесть, сын боярской Ростовец Мурат Пересветов такожде изменил государю царю, и преступил крестное целование, и преложися к поганым».
В 1616 году он женился на дочери Фёдора Аминева, который также стал родоначальником шведского рода Аминофф. После заключения Столбовского мира Пересветов остался в отошедших к Швеции ижорских землях. У него родилось двое детей — Александр (ум. 1687) и Александрия. Александр Пересветов в качестве отчества использовал имя своего отца, которое со временем слилось с фамилией в форме Пересветофф-Мурат (Pereswetoff-Morath).
В 1652 году при королеве Кристине род Пересветофф-Мурат был внесён в дворянский матрикул Рыцарского собрания Швеции под номером 559. В 1919 году со смертью Карла Фредрика Пересветофф-Мурат мужская линия рода пресеклась, однако Карлом Фредриком был усыновлён сын Магнуса Дальквиста (ум. 1896) и Иды Кристины Элисабет Пересветофф-Мурат (род. 1865) — Карл Магнус (1896—1975). Все ныне живущие носители фамилии являются его потомками.
Многие представители рода верно служили шведским королям. Сын Мурата Пересветова Александр был комендантом крепости Ниеншанц — одной из важнейших крепостей на русско-шведской границе. Другой представитель рода — Карл Пересветофф-Мурат (1665—1736) — в чине полковника участвовал в Северной войне, в ходе которой был взят в плен и некоторое время провёл в тюрьме, так как являлся одним из поручителей Фрица Вахтмейстера и Магнуса фон Брёмсена, которые под честное слово были отпущены в Швецию для переговоров об обмене пленными, однако, нарушив его, не вернулись.
В Боярской книге записаны московские дворяне Филип Силин (1681) и Иван Филиппович (1692) Пересветовы. Филипп Пересветов — воевода в Алешне (1664), в Карпове (1680).
На 2020-е годы в Уппсале живёт и работает в Уппсальском университете Александр Пересветов-Мурат (1969 г.р.) — профессор-лингвист, специалист по славянским языкам.